# Getto w Głownie
Getto w Głownie – getto żydowskie w Głownie, utworzone przez Niemców, istniejące w latach 1940–1941.

## Historia
Getto zostało utworzone przez Niemców w dniu 12 maja 1940 r. na terenie letniskowej części miasta zwane Borówką, pomiędzy ul. Cegielnianą (obecnie Kopernika), drogą Łódź – Warszawa, rzeką Brzuśną oraz ul. Kościuszki i Spacerową.
W getcie przebywało do 7 tysięcy Żydów, pochodzący z Głowna i jego okolic, ale także ok. 2,5 tysiąca przywiezionych z terenów włączonych do III Rzeszy, m.in. z Konstantynowa Łódzkiego, z gett w Brzezinach, Zgierzu i Aleksandrowie Łódzkim oraz żydowskich uchodźców, którzy uciekli z terenów województwa łódzkiego włączonych w skład Kraju Warty.
Na terenie getto został powołany Judenrat, którego przewodniczącym był Abram Rosenberg. W początkowym okresie mieszkańcy getta mogli wychodzić do pracy poza terenem getta, ale z czasem ten przywilej został odebrany, a mieszkańcy musieli pracować przymusowo w przy budowie dróg, wykonywali prace porządkowe na terenie Głowna oraz w warsztatach krawieckich znajdujących się na terenie getta.
Na terenie getta istniała kuchnia dla najbiedniejszych, do której żywność dostarczano z Warszawy, wydawała ona do 1500 posiłków dziennie. Ponadto założono tam prowizoryczny szpital, aptekę i przychodnię lekarską, do których leki dostarczane były przez Towarzystwo Ochrony Zdrowia z Warszawy oraz Joint.
W marcu 1941 roku getto zostało przez Niemców zlikwidowano, w czasie likwidacji rzemieślników znajdujących się w getcie wywieziono do getta w Łowiczu, a pozostałych do getta w Warszawie.